# Ambasada Hondurasu przy Stolicy Apostolskiej
Ambasada Hondurasu przy Stolicy Apostolskiej (hisz. Embajada de Honduras ante la Santa Sede) – misja dyplomatyczna Republiki Hondurasu przy Stolicy Apostolskiej. Ambasada mieści się w Rzymie, w pobliżu Watykanu.